# Bruno Kubas
Bruno Kubas (* 15. September 1928 in Dahlenberg, Provinz Sachsen; † 20. Juni 2011) war ein deutscher Bildhauer und Keramiker.

## Leben
Der Landarbeitersohn Bruno Kubas wuchs auf dem Dahlenberger Rittergut auf. Auf Anraten des Vaters besuchte er 1943–1944 die Handelsschule in Leipzig. 1945 diente er sechzehnjährig als Flakhelfer in der deutschen Wehrmacht.
Nach Kriegsende lernte er seine spätere Lebensgefährtin Anna Goldschmied († 1998) aus der böhmischen Kristallglasstadt Gablonz kennen. Er arbeitete bis 1949 als Landarbeiter.
Danach studierte Kubas bis 1953 an der Fachschule für angewandte Kunst Leipzig in der Bildhauerklasse von Alfred Thiele. Anschließend absolvierte er eine zusätzliche Ausbildung zum Steinbildhauer. Er arbeitete am Außenwandfries des Opernhaus Leipzig mit. 1956 wurde er Mitglied im Verband Bildender Künstler der DDR. Bald darauf verließ er Leipzig und kehrte in sein Heimatdorf Dahlenberg zurück. Vom Honorar für die Innenwandgestaltung der „Leipzig-Information“ errichtete er ein Haus mit Atelieranbau in Dahlenberg, An der Pleckmühle 3.

## Werke
- Flötenspielerin
- Liebespaar
- Spielender Kinder

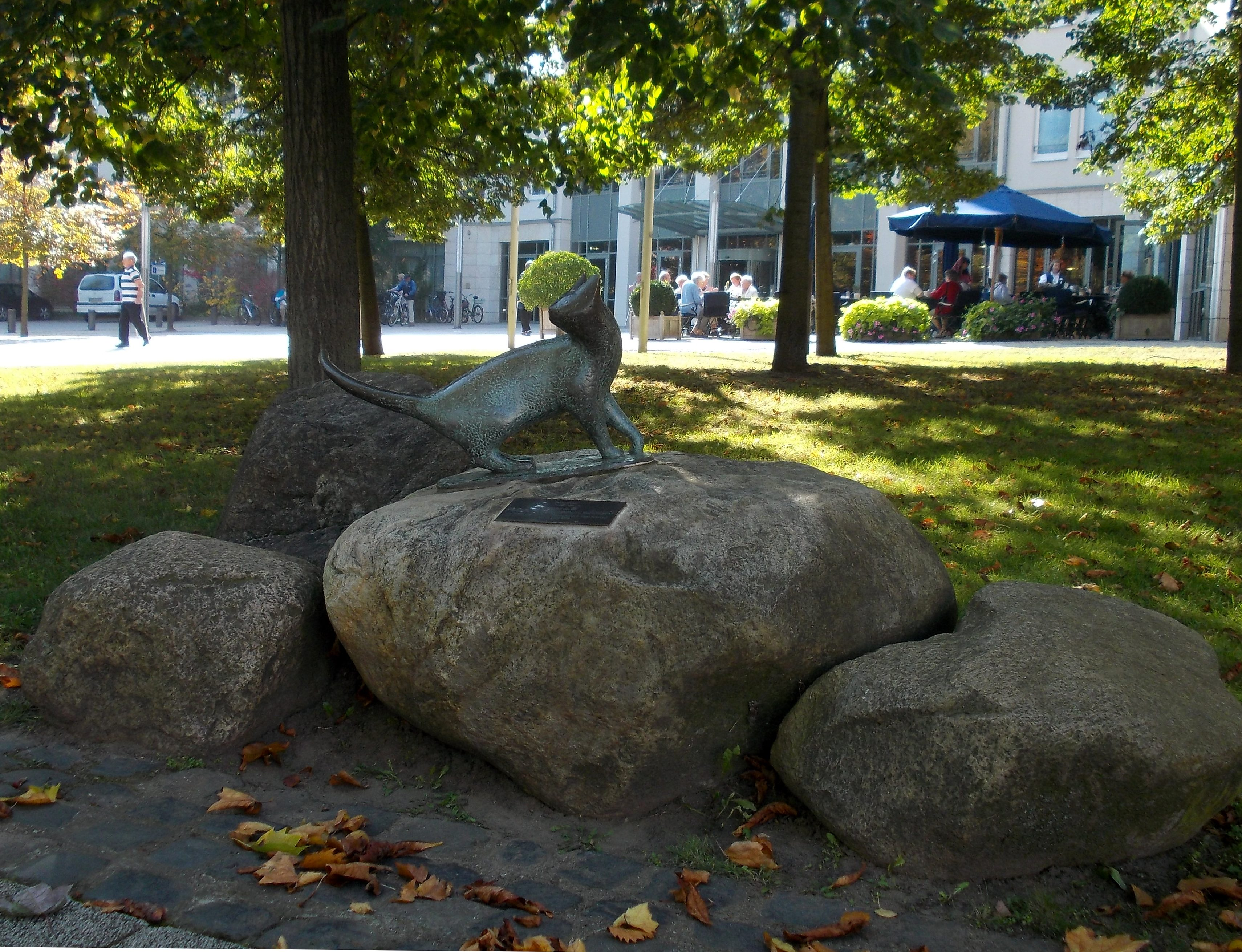
Katze in Bad Schmiedeberg

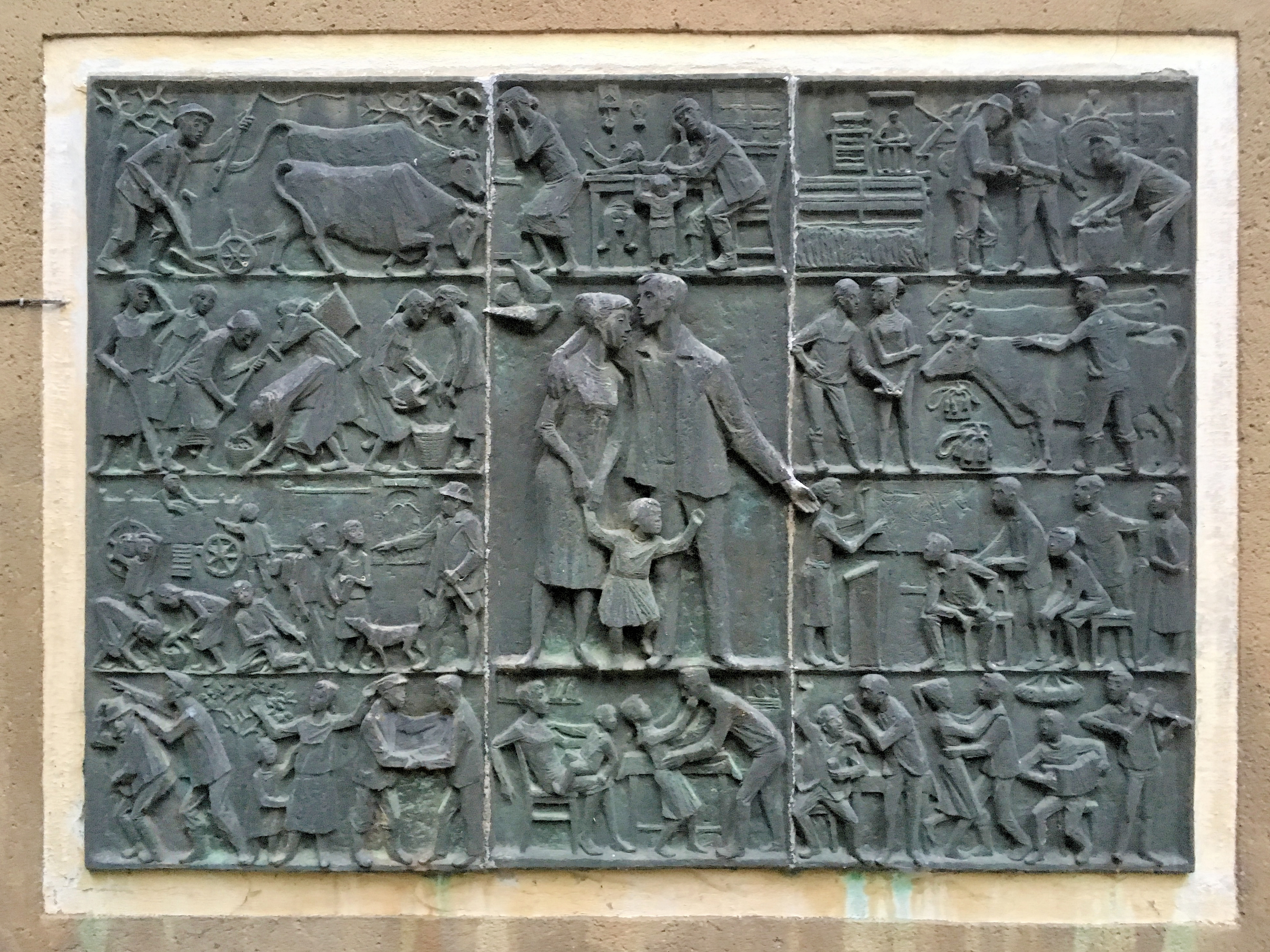
Wandrelief am Schloss Trossin

- Bronzerelief am Trossiner Volksgut
- Innenwandgestaltung der Leipzig-Information, ca. 50 m² große Kupfertreibarbeit
- Katze in Bad Schmiedeberg, Bronzeguss, 1958
- Portraitrelief Hans Beimler

Anfang der 1970er Jahre wendete sich Kubas von der Bildhauerei ab und mehr dem Werkstoff Ton zu. Seine Werke wurden in der Tonwarenfabrik Dommitzsch („Töppchenbude“) gefertigt.

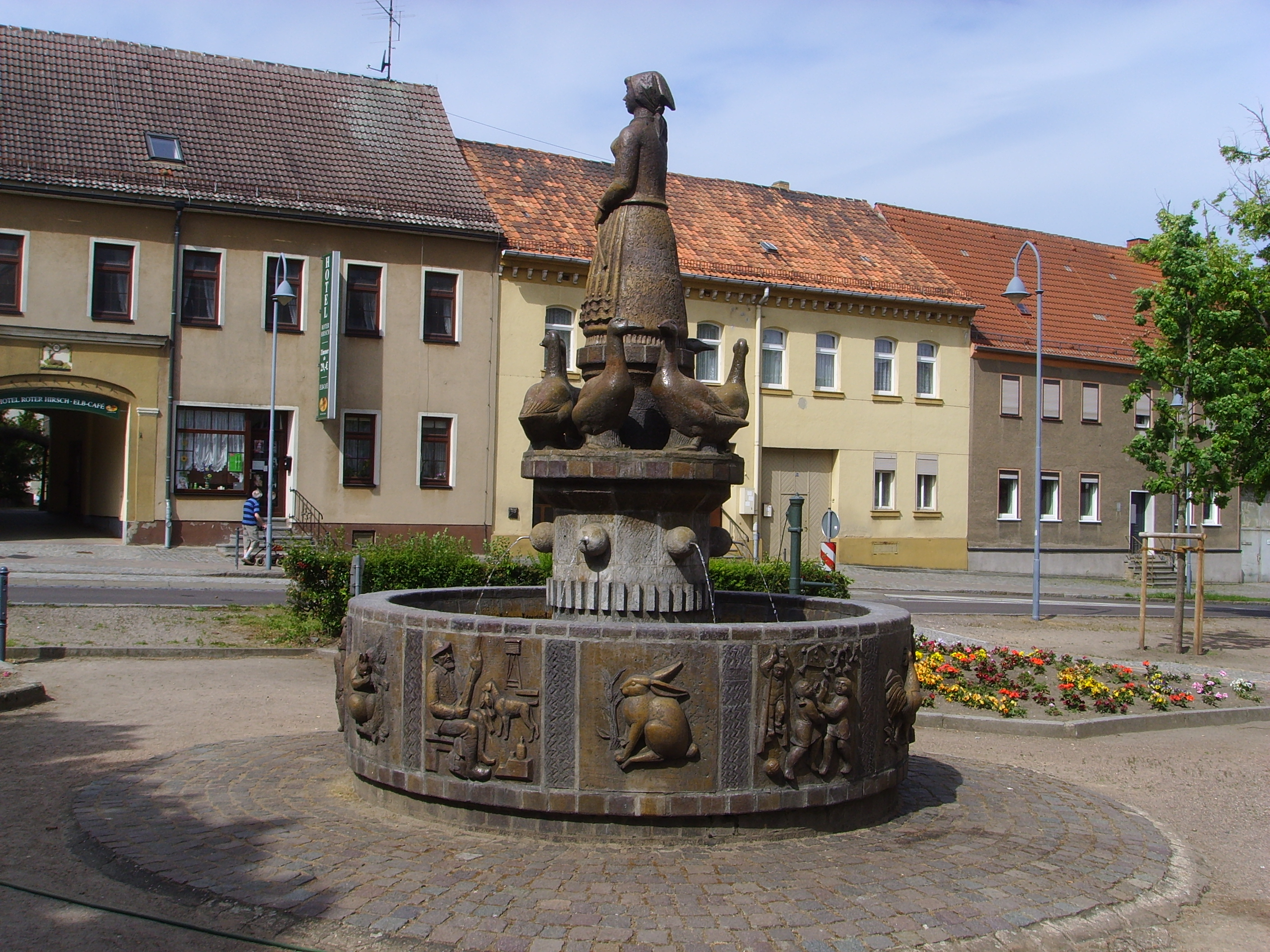
Dommitzscher Gänsebrunnen

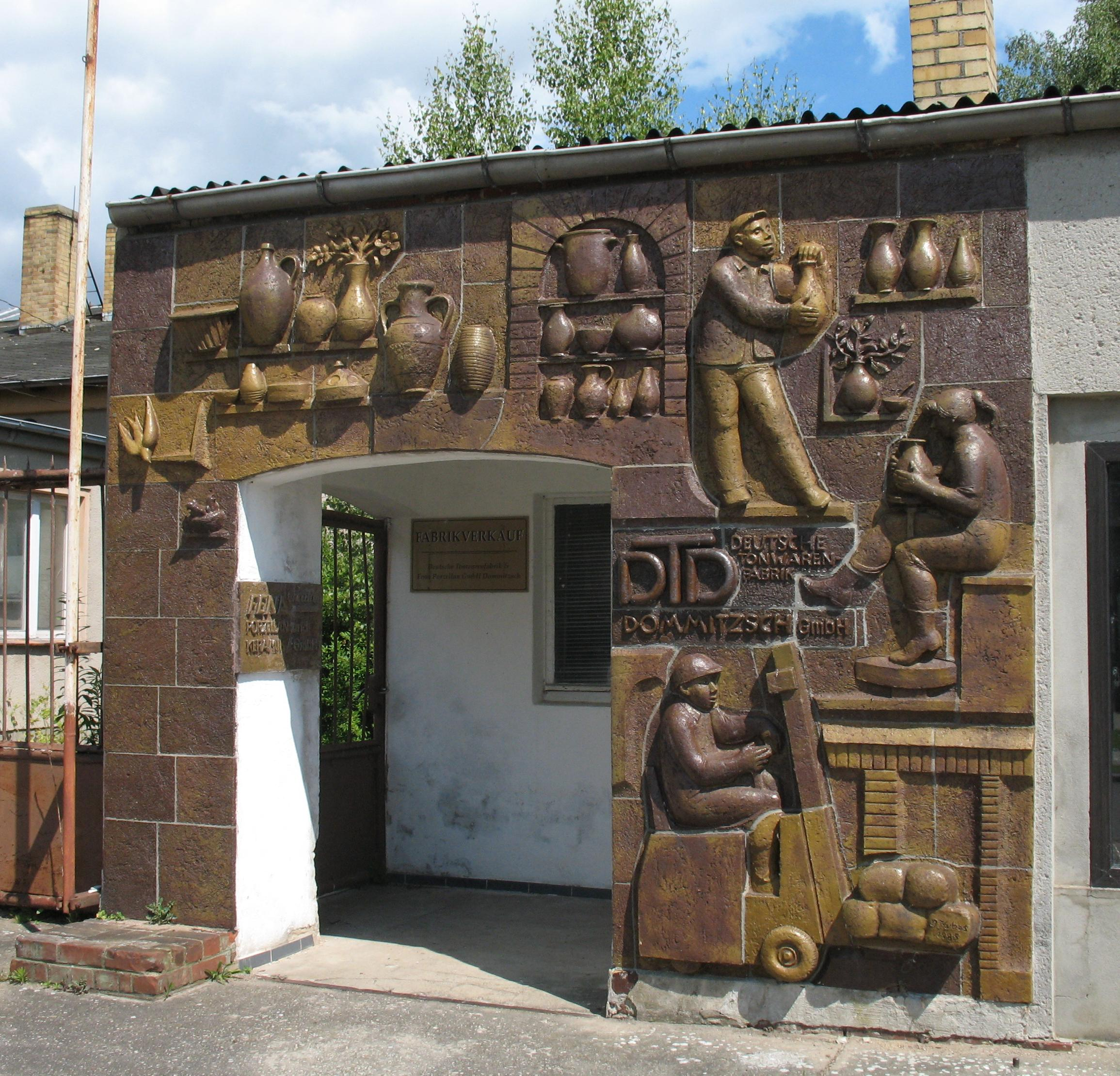
Wandgestaltung im Eingangsbereich der Tonwarenfabrik Dommitzsch

- Altar, Ambo und ein Kreuz für die katholische Kapelle Maria Hilfe der Christen in Pretzsch, Ton, 1974
- Brunnen „Conny“, Wildpark Leipzig-Connewitz, Ton, 1979
- Biber, Bronzeguss, 1982
- Relief an der Teufelsmühle in Großwig
- Dommitzscher Gänsebrunnen, Ton, 1983
- Brunnen „Frieden, Familie, Kinder“, Gießerplatz (Antonienstraße Ecke Gießerstraße) Leipzig-Plagwitz, Ton, 1984[2]
- Wandgestaltung im Eingangsbereich der Tonwarenfabrik Dommitzsch, Ton
- Wandrelief in der Warschauer Straße in Torgau
- Fischerstele am Horstsee in Wermsdorf, Ton, 1986, 5 m hoch, eingeweiht am 7. Oktober 1986
- Brunnen für das Steingutwerk Dommitzsch, Ton, 1988
- Hirtenborn in Dahlenberg, Ton, 1993
- Nachbarbierbrunnen in Dahlenberg, Ton, 1994

### Porträtbüsten
- Georg Schumann (Bronze; auf der Fünften Deutsche Kunstausstellung)[3]
- D. Emil Fuchs (1972, Bronze; auf der VII. Deutsche Kunstausstellung)
- Luis Corvalan (1977, Bronze)

## Ausstellungen (unvollständig)

### Einzelausstellungen
- 1978: Leipzig, Galerie Kunst der Zeit (Plastik und Grafik)

- 1977/1978: Leipzig, Museum der bildenden Künste (Bildhauerzeichnungen)

### Ausstellungsbeteiligungen
- 1962/1963, 1972/1973 und 1977/1978: Dresden, Fünfte Deutsche Kunstausstellung und VII. und VIII. Kunstausstellung der DDR

- 1956 bis 1979: Dresden, sieben Bezirkskunstausstellungen

- 1961: Berlin, Akademie der Künste („Junge Künstler in der DAK“)

- 1979: Berlin, Altes Museum („Jugend in der Kunst“)

- 1984: Leipzig, Museum für bildende Kunst („Kunst in Leipzig 1949 -1984“)